# Kvalifikace na Mistrovství Evropy ve fotbale 1988 – skupina 6
Zápasy kvalifikační skupiny 6 na Mistrovství Evropy ve fotbale 1988 se konaly v letech 1986 a 1987. Ze čtyř účastníků si postup na závěrečný turnaj vybojoval vítěz skupiny.

## Tabulka
| Tým            | B | Z | V | R | P | VG | IG |
| -------------- | - | - | - | - | - | -- | -- |
| Dánsko         | 8 | 6 | 3 | 2 | 1 | 4  | 2  |
| Československo | 7 | 6 | 2 | 3 | 1 | 7  | 5  |
| Wales          | 6 | 6 | 2 | 2 | 2 | 7  | 5  |
| Finsko         | 3 | 6 | 1 | 1 | 4 | 4  | 10 |

## Zápasy
| 10. září 1986 |        |             |                                                                          |
| Finsko        | 1:1    | Wales       | Olympijský stadion, Helsinky diváci: 9 840 rozhodčí: Gerald Losert (AUT) |
| Hjelm 11'     | Report | Slatter 68' | Olympijský stadion, Helsinky diváci: 9 840 rozhodčí: Gerald Losert (AUT) |

| 15. října 1986                     |        |        |                                                                         |
| Československo                     | 3:0    | Finsko | Za Lužánkami, Brno diváci: 26 000 rozhodčí: Gerassimos Germanakos (GRE) |
| Janečka 28' Knoflíček 43' Kula 67' | Report |        | Za Lužánkami, Brno diváci: 26 000 rozhodčí: Gerassimos Germanakos (GRE) |

| 29. října 1986 |        |        |                                                                           |
| Dánsko         | 1:0    | Finsko | Idrætsparken, Kodaň diváci: 40 300 rozhodčí: Thomas Oliver Donnelly (NIR) |
| Bertelsen 68'  | Report |        | Idrætsparken, Kodaň diváci: 40 300 rozhodčí: Thomas Oliver Donnelly (NIR) |

| 12. listopadu 1986 |        |        |                                                                       |
| Československo     | 0:0    | Dánsko | Tehelné pole, Bratislava diváci: 46 000 rozhodčí: Alexis Ponnet (BEL) |
|                    | Report |        | Tehelné pole, Bratislava diváci: 46 000 rozhodčí: Alexis Ponnet (BEL) |

| 1. dubna 1987                             |        |        |                                                                             |
| Wales                                     | 4:0    | Finsko | Racecourse Ground, Wrexham diváci: 7 696 rozhodčí: Ignace van Swieten (NED) |
| Rush 7' Hodges 28' Phillips 63' Jones 86' | Report |        | Racecourse Ground, Wrexham diváci: 7 696 rozhodčí: Ignace van Swieten (NED) |

| 29. dubna 1987 |        |           |                                                                              |
| Finsko         | 0:1    | Dánsko    | Olympijský stadion, Helsinky diváci: 29 197 rozhodčí: Dimitar Dimitrov (BUL) |
|                | Report | Mølby 53' | Olympijský stadion, Helsinky diváci: 29 197 rozhodčí: Dimitar Dimitrov (BUL) |

| 29. dubna 1987 |        |                |                                                                                    |
| Wales          | 1:1    | Československo | Racecourse Ground, Wrexham diváci: 14 150 rozhodčí: Krzysztof Czemarmazowicz (POL) |
| Rush 82'       | Report | Knoflíček 74'  | Racecourse Ground, Wrexham diváci: 14 150 rozhodčí: Krzysztof Czemarmazowicz (POL) |

| 3. června 1987 |        |                |                                                                  |
| Dánsko         | 1:1    | Československo | Idrætsparken, Kodaň diváci: 46 300 rozhodčí: Claudio Pieri (ITA) |
| Mølby 16'      | Report | Hašek 48'      | Idrætsparken, Kodaň diváci: 46 300 rozhodčí: Claudio Pieri (ITA) |

| 9. září 1987                   |        |                |                                                                         |
| Finsko                         | 3:0    | Československo | Olympijský stadion, Helsinky diváci: 6 430 rozhodčí: Neil Midgley (ENG) |
| Hjelm 29' Lius 71' Tiainen 82' | Report |                | Olympijský stadion, Helsinky diváci: 6 430 rozhodčí: Neil Midgley (ENG) |

| 9. září 1987 |        |        |                                                                        |
| Wales        | 1:0    | Dánsko | Ninian Park, Cardiff diváci: 20 535 rozhodčí: Siegfried Kirschen (GDR) |
| Hughes 19'   | Report |        | Ninian Park, Cardiff diváci: 20 535 rozhodčí: Siegfried Kirschen (GDR) |

| 14. října 1987 |        |       |                                                              |
| Dánsko         | 1:0    | Wales | Idrætsparken, Kodaň diváci: 44 500 rozhodčí: Ioan Igna (ROU) |
| Elkjær 50'     | Report |       | Idrætsparken, Kodaň diváci: 44 500 rozhodčí: Ioan Igna (ROU) |

| 11. listopadu 1987      |        |       |                                                             |
| Československo          | 2:0    | Wales | Letná, Praha diváci: 6 443 rozhodčí: Erik Fredriksson (SWE) |
| Knoflíček 32' Bílek 89' | Report |       | Letná, Praha diváci: 6 443 rozhodčí: Erik Fredriksson (SWE) |